# マリアナツカツクリ
マリアナツカツクリ（マリアナ塚造、Megapodius laperouse）は、キジ目ツカツクリ科ツカツクリ属に分類される鳥類。

## 分布
- M. l. laperouse　マリアナツカツクリ

アメリカ合衆国（北マリアナ諸島）固有亜種
- M. l. senex

パラオ固有亜種

## 形態
全長38cm。翼長15.5-19cm。全身は黒や灰黒色、喉は灰色、腰から尾羽にかけて暗褐色の羽毛で被われる。翼は緑褐色。
顔から喉にかけて羽毛が無く、赤い皮膚が露出する。虹彩は赤い。趾の爪は長く直線的で、色彩は黒い。嘴や後肢の色彩は黄色。
幼鳥は上面が褐色の羽毛で被われ、黒い斑紋が入る。虹彩や嘴、後肢の色彩は褐色。
- M. l. laperouse　マリアナツカツクリ

頭頂から後頸にかけて暗灰色の羽毛で被われる。嘴に黒い斑紋が入る。後肢外側が赤みを帯びない。
- M. l. senex

最大亜種。頭頂から後頸にかけて淡灰色の羽毛で被われる。嘴に黒い斑紋が入らない。後肢外側が赤みを帯びる。

## 分類
- Megapodius laperouse laperouse　Gaimard, 1823　マリアナツカツクリ
- Megapodius laperouse senex

## 生態
森林などに生息する。
食性は雑食で、昆虫、甲殻類、種子などを食べる。後肢で落ち葉などを掻き分けて採食を行う。
繁殖形態は卵生。複数のペアが後述する同じ塚に卵を産む事もある。落ち葉や砂を積み上げた直径400-800cm、高さ120-180cmに達する塚状の巣を作り、4-5月（周年繁殖する説もあり）に卵を産む。複数のペアが地熱や太陽熱によって卵を孵化させる。

## 人間との関係
生息地では卵が食用とされる事もある。
食用の乱獲、狩猟、人為的に移入されたナンヨウオオガシラによる捕食、繁殖地への人間の侵入などにより生息数は減少している。アメリカ合衆国では生計を立てるための採集を除いて法的に保護の対象とされている。しかし卵が密猟される事もある。